# Église Saint-Barthélémy de Blanzac
Pour les articles homonymes, voir Église Saint-Barthélémy.
L'église Saint-Barthélémy ou Saint-Arthémy est une église catholique située à Blanzac-Porcheresse, en France.

## Localisation
L'église est située dans le département français de la Charente, sur la commune de Blanzac-Porcheresse.

## Historique
Cette collégiale, placée sous le vocable de saint Arthémy, évêque des Arvernes et martyr au IVe siècle, a une origine assez obscure. Elle aurait été fondée par les moines de Puypéroux qui seraient venus s'y installer ; en 1120, Guillaume de Nersac en était abbé. De cette église, du début du XIIe siècle, subsistent la coupole et le clocher ; le chœur et l'abside sont de la fin du XIIe siècle ; les croisillons nord et sud, et la nef sont du XIIIe siècle. L'édifice a beaucoup souffert de la guerre de Cent Ans, et encore plus des guerres de religion, notamment en 1572. Des réparations ont été entamées en 1594, qui ont duré très longtemps. La flèche du clocher a été renversée par un ouragan en 1816, entraînant la chute de la travée et de la nef. Classée monument historique en 1890, de nombreux travaux ont été faits par le service des M.H. à partir de 1891,.

## Protection
L'édifice est classé au titre des monuments historiques en 1890.

Église Saint-Arthémy
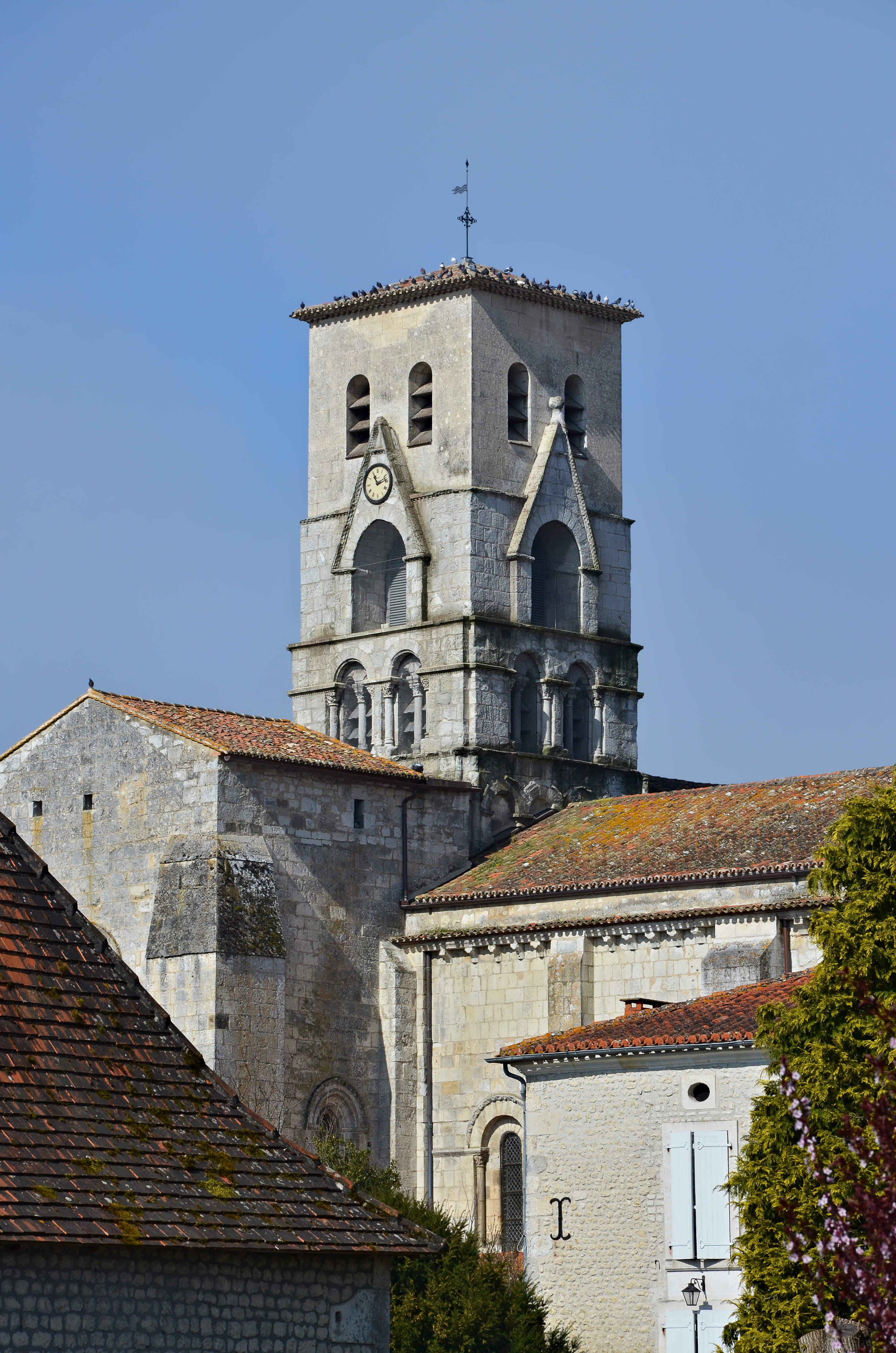
Le clocher.
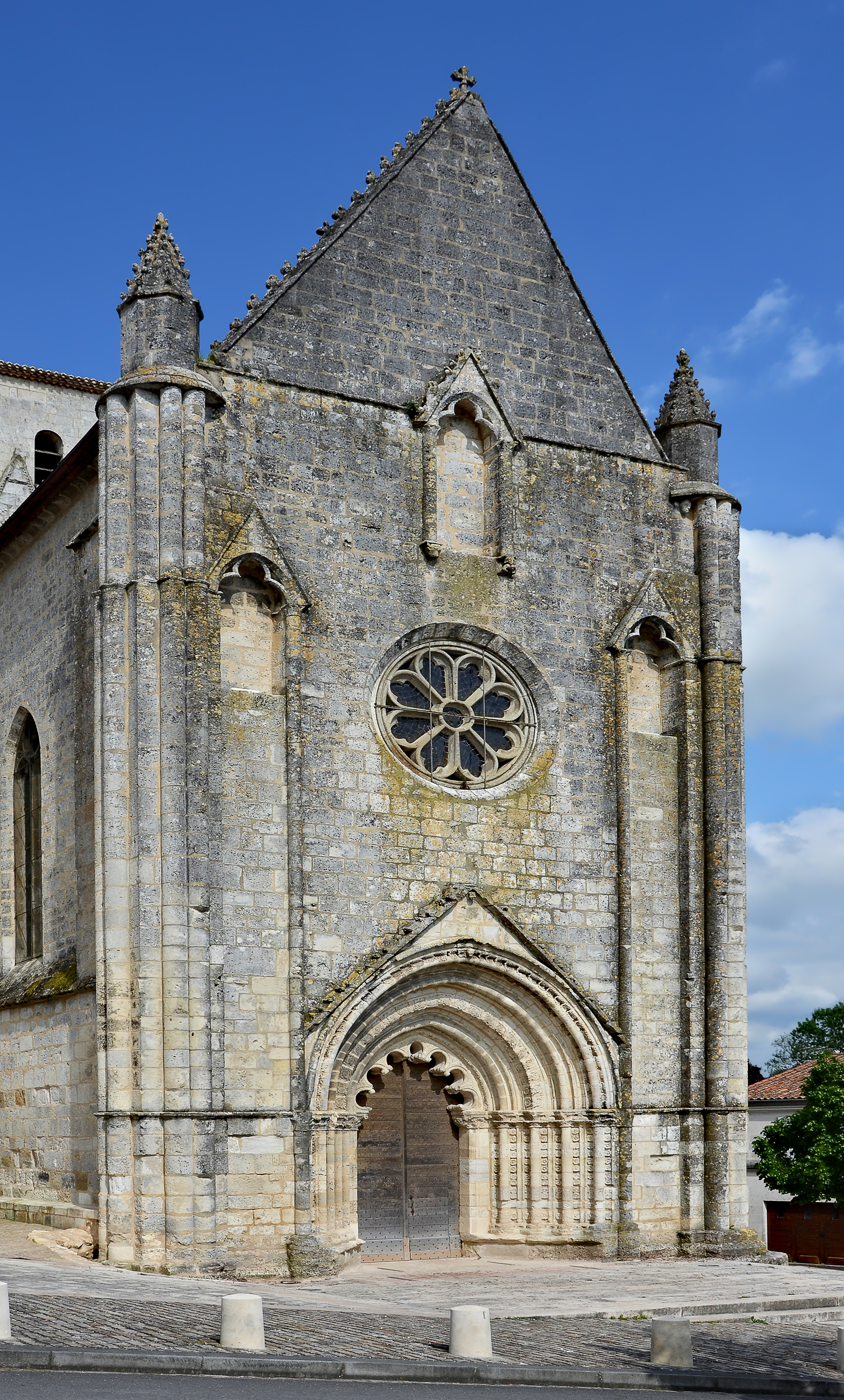
La façade.
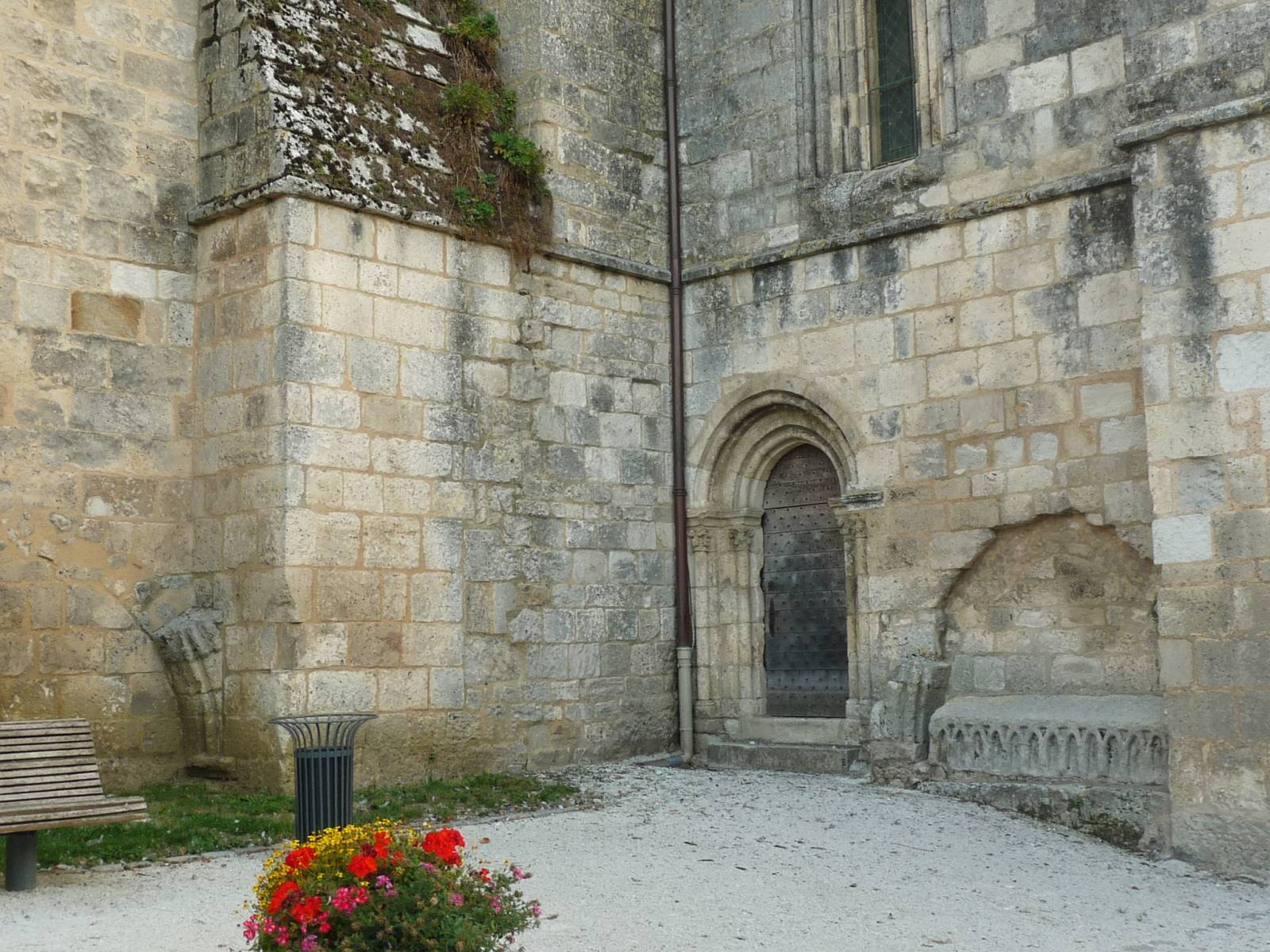
Porte et enfeu.
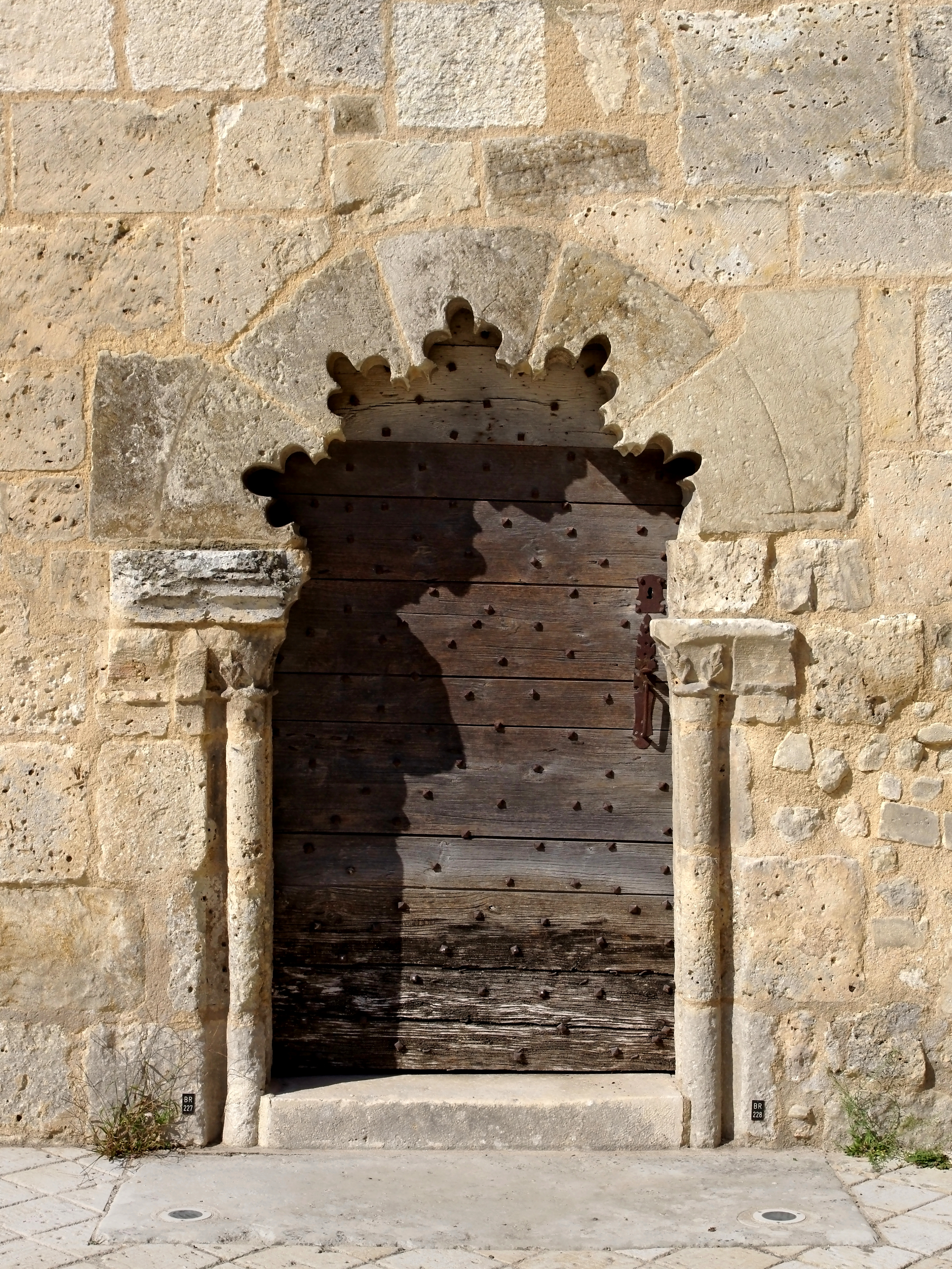
Porte latérale.
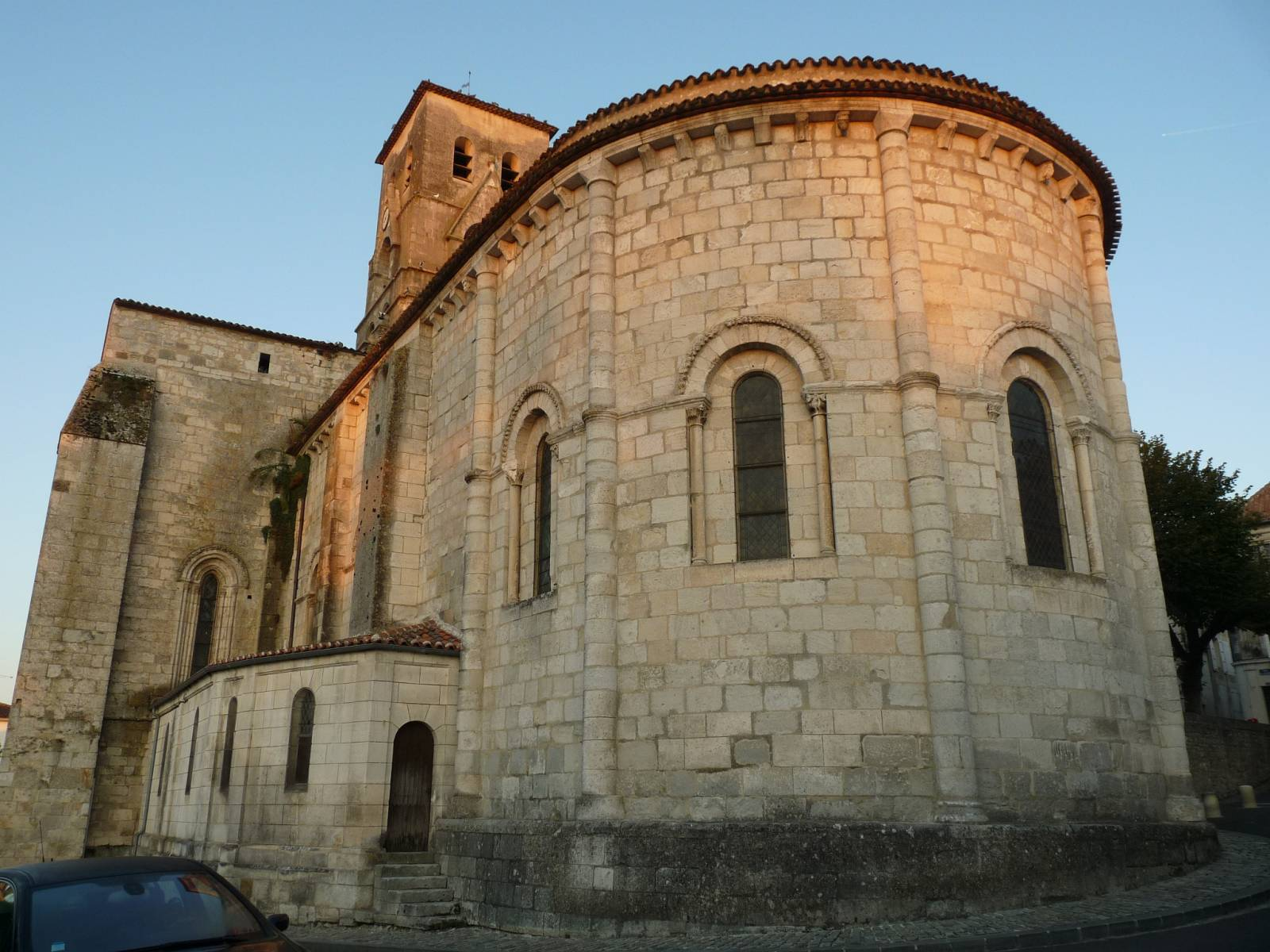
Le chevet.
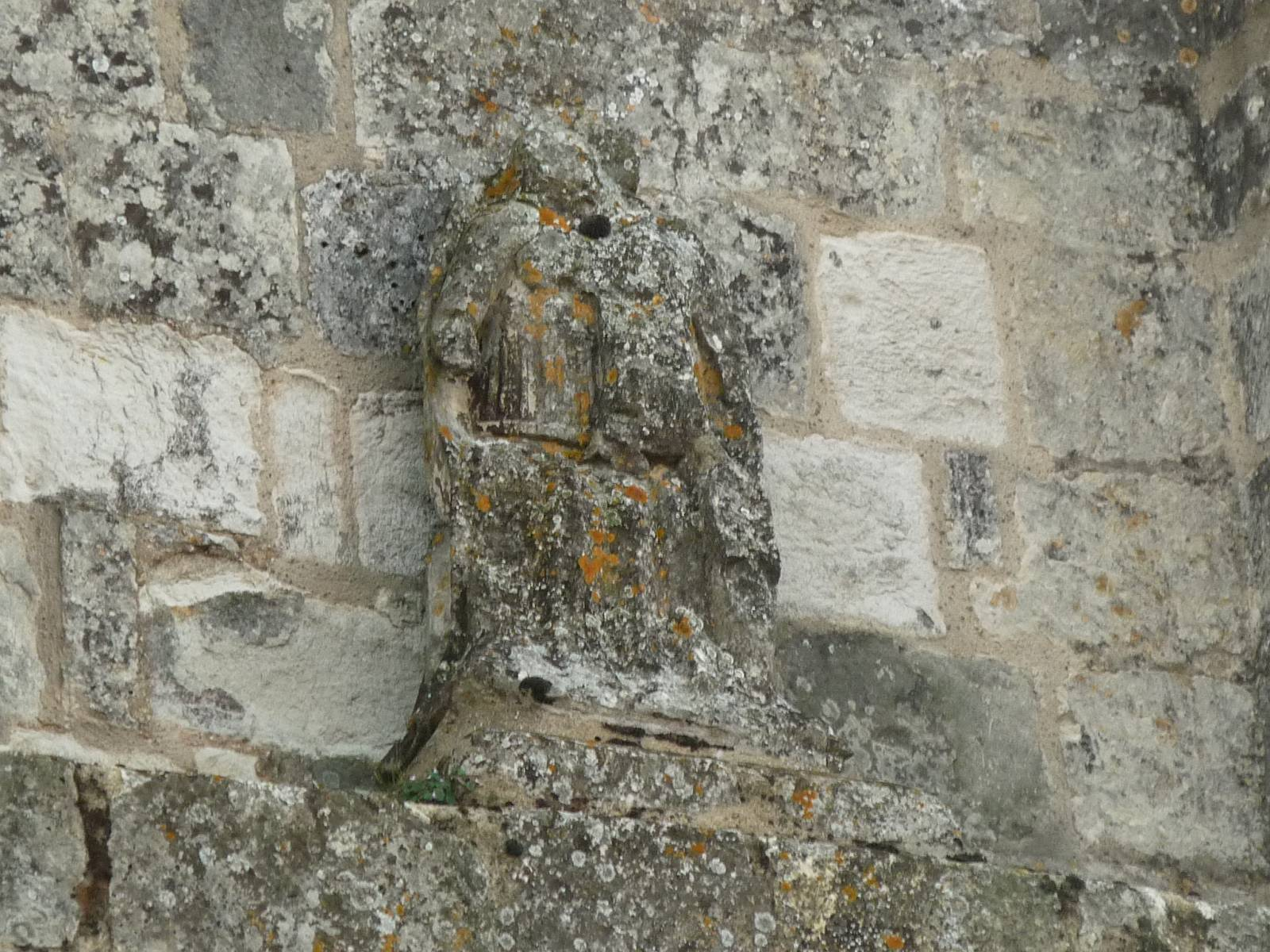
Sculpture.
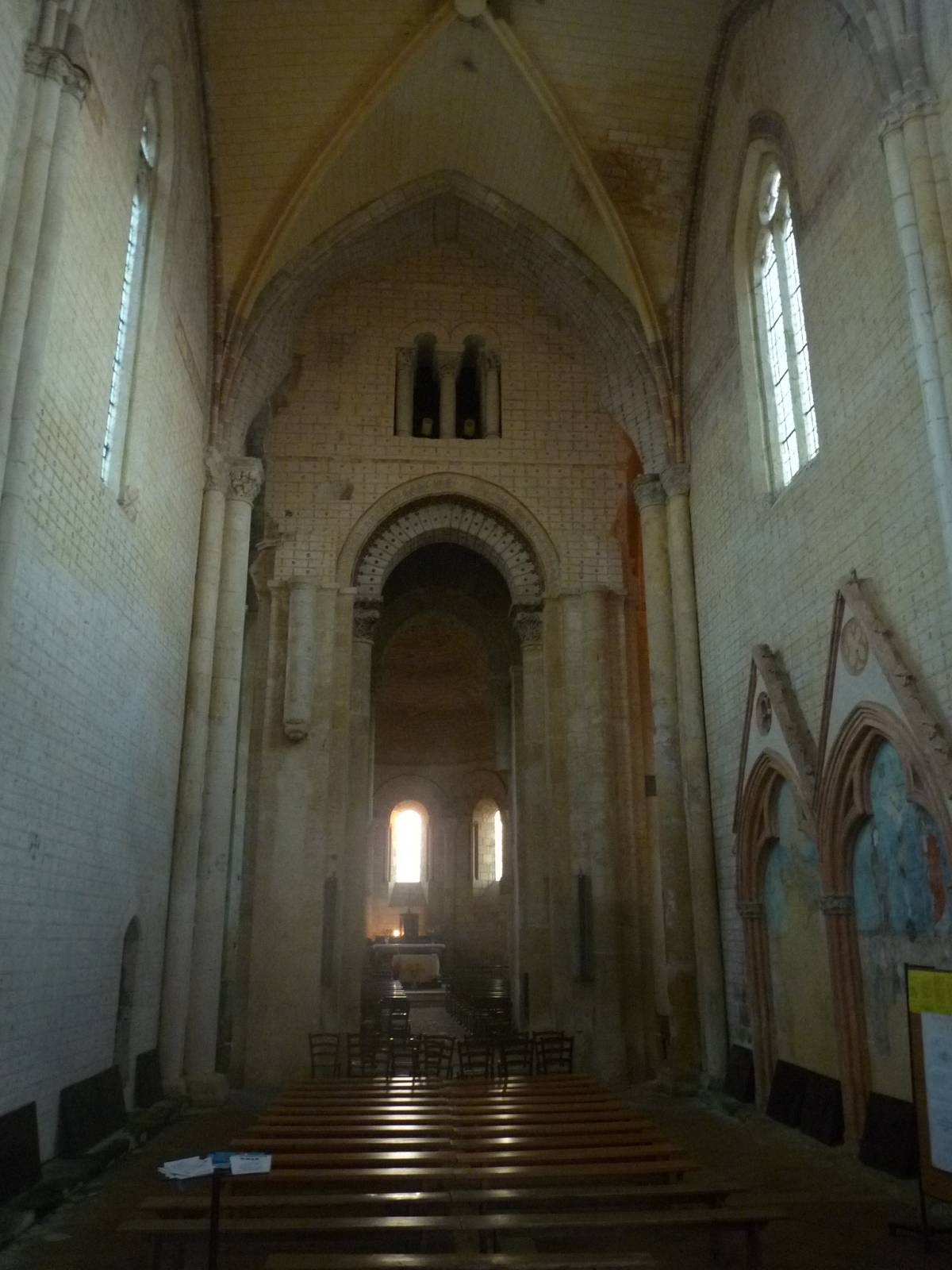
La nef.
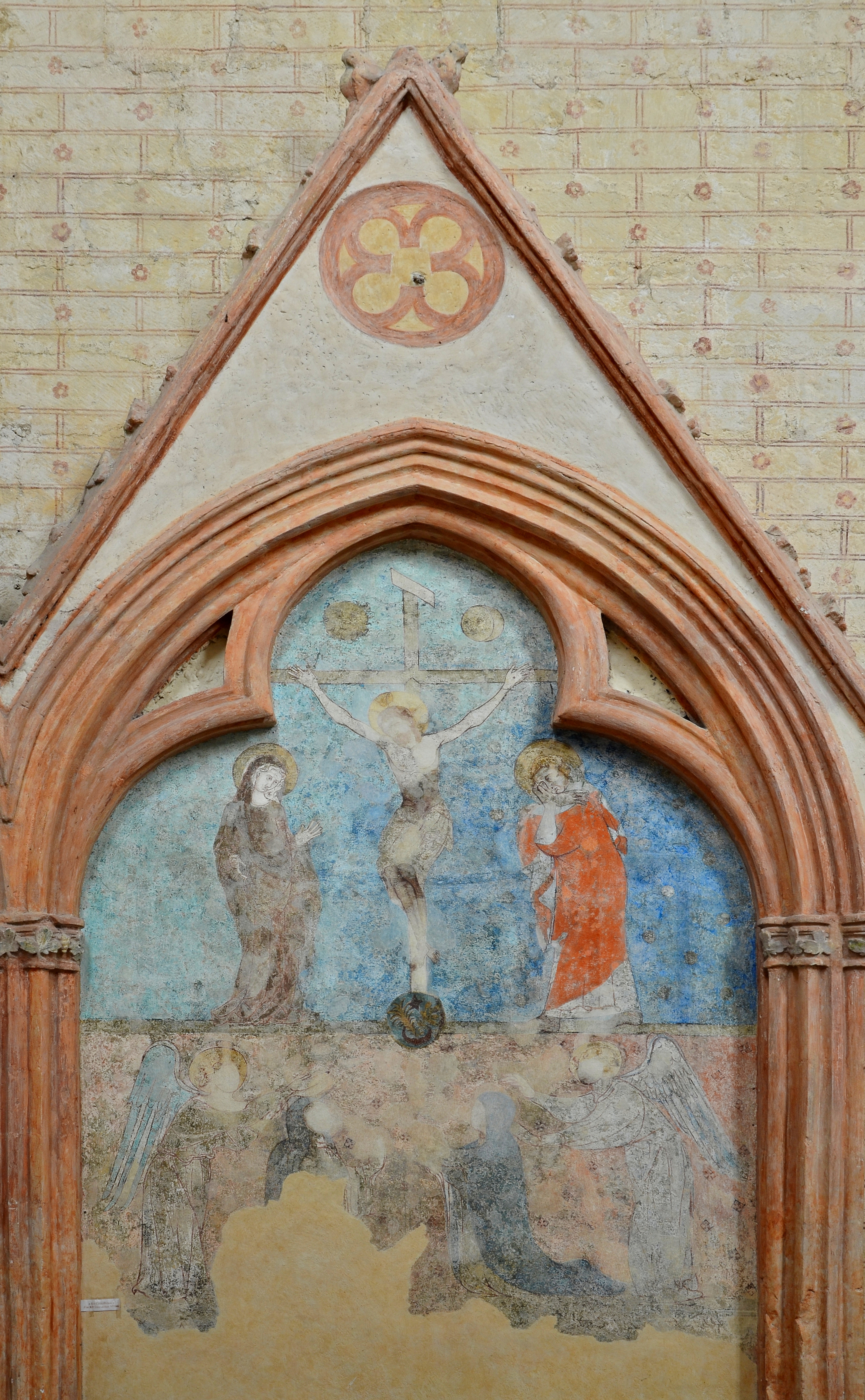
Fresque, mur sud (détail).